# تحقیق، توسعه و مرکز مهندسی تسلیحات ارتش ایالات متحده
تحقیق، توسعه و مرکز مهندسی تسلیحات ارتش ایالات متحده (انگلیسی: United States Army Armament Research, Development and Engineering Center) به اختصار آردک یا ای‌آردی‌ای‌سی (ARDEC) که دفتر مرکزی آن در پیکانتی آرسنال در نیوجرسی است بازوی اصلی تحقیق و توسعه ارتش ایالات متحده برای سیستم جنگ افزار و مهمات است. علاوه بر این دفتر پیکانتی آردک دارای چهار مرکز پژوهشی دیگر، از جمله آزمایشگاه بنت می‌باشد. آردک با استفاده از فناوری‍های نوین مانند مایکروویو، لیزر و فناوری نانو روی توسعه تسلیحات پیشرفته جدید کار می‌کند.